# 2.º distrito local de Baja California
El 2.º distrito electoral local de Baja California es uno de los 17 distritos electorales en los que se encuentra dividido el territorio del estado de Baja California. Su cabecera es Mexicali.
Desde el proceso de redistritación de 2015, tras las elecciones de 2019, estará situado en el municipio de Mexicali, específicamente la zona este de la zona urbana.

## Distritaciones anteriores

### Distritación 1953
Originalmente, el 2.º distrito correspondió al municipio de Mexicali, al que ha pertenecido siempre.

## Diputados electos
| Legislatura | Diputado                          | Partido |
| ----------- | --------------------------------- | ------- |
| I           | César Ruiz Moreno                 |         |
| II          | José T. Campos Silva              |         |
| III         | J. Rosario Cital Valdez           |         |
| IV          | Francisco Javier Vaca Castro      |         |
| V           | Adrián Campos Serrato             |         |
| VI          | Guillermo Canett González         |         |
| VII         | Román Cárdenas González           |         |
| VIII        | Salvador Castellanos Cárdenas     |         |
| IX          | Samuel Rodríguez Velásquez        |         |
| X           | José Manuel Díaz Martínez         |         |
| XI          | José María Sarmiento Fierro       |         |
| XII         | Porfirio Corral García            |         |
| XIII        | Bernardo Borbón Vilchez           |         |
| XIV         | Manuel Alberto Ramos Rubio        |         |
| XV          | Alfonso Becerril Sánchez          |         |
| XVI         | Guillermo Aguilar Kaiten          |         |
| XVII        | Ricardo Rodríguez Jacobo          |         |
| XVIII       | Elvira Luna Pineda                |         |
| XIX         | Rubén Ernesto Armenta Zanabia     |         |
| XX          | Nancy Guadalupe Sánchez Arredondo |         |
| XXI         | Mónica Bedoya                     |         |
| XXII        | Eva María Vásquez Hernández       |         |
| XXIII       | Víctor Hugo Navarro Gutiérrez     |         |
| XXIV        | Víctor Hugo Navarro Gutiérrez [R] |         |
| XXV         | Jaime Eduardo Cantón Rocha        |         |